# АЭС Изар
Атомная электростанция Изар (нем. Kernkraftwerk Isar) — атомная электростанция (АЭС) в Германии, находящаяся в Нижней Баварии, 14 километров вниз по течению реки Изар от города Ландсхут, в коммуне Эссенбах. 
АЭС состоит из двух технически полностью отличных[как?] энергоблоков на одной территории. 
АЭС выработала за 2007 год примерно 19 051 ГВт-ч, что составило около 3 % всей электроэнергии в Германии, произведённой в том же году. 
На территории АЭС также находятся информационный центр, местное хранилище ядерных отходов и своя пожарная охрана.
Недалеко от первого ядерного энергоблока находится также гидроэлектростанция. При выходе из строя обеих линий электросети (линии в 400 кВ для питания электросети и линии запасного снабжения в 110 кВ) и генератора одного из двух энергоблоков, гидроэлектростанция может быть отделена от электросети и служить через прямое соединение дополнительным источником аварийного питания обоих энергоблоков.
Также, некогда на территории АЭС находилась АЭС Нидерайхбах, уже полностью демонтированная.
Первый энергоблок находится на 100 %, а второй — на 75 % в собственности E.ON; 25 % второго энергоблока принадлежит Stadtwerke München.

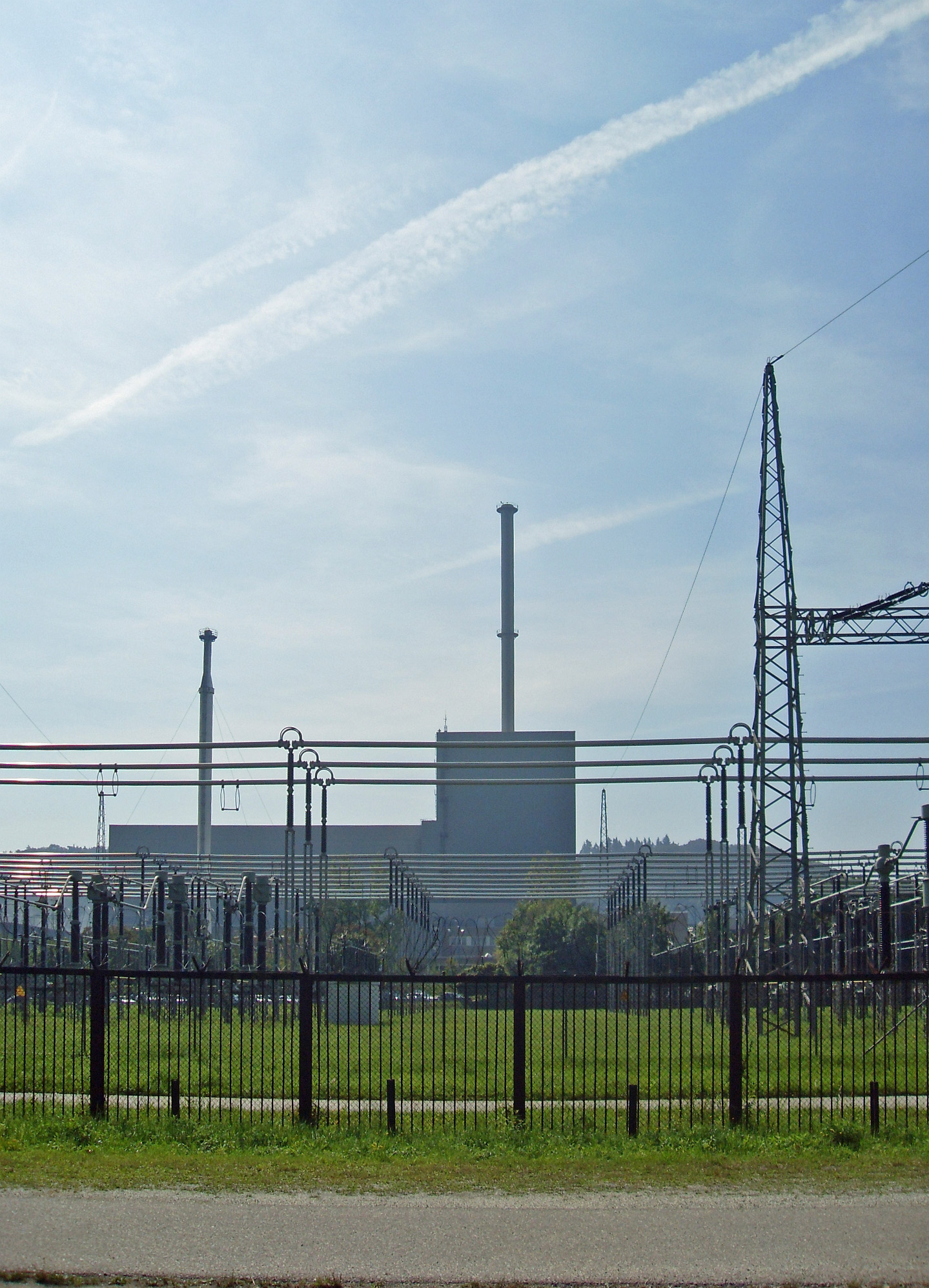
Первый блок АЭС
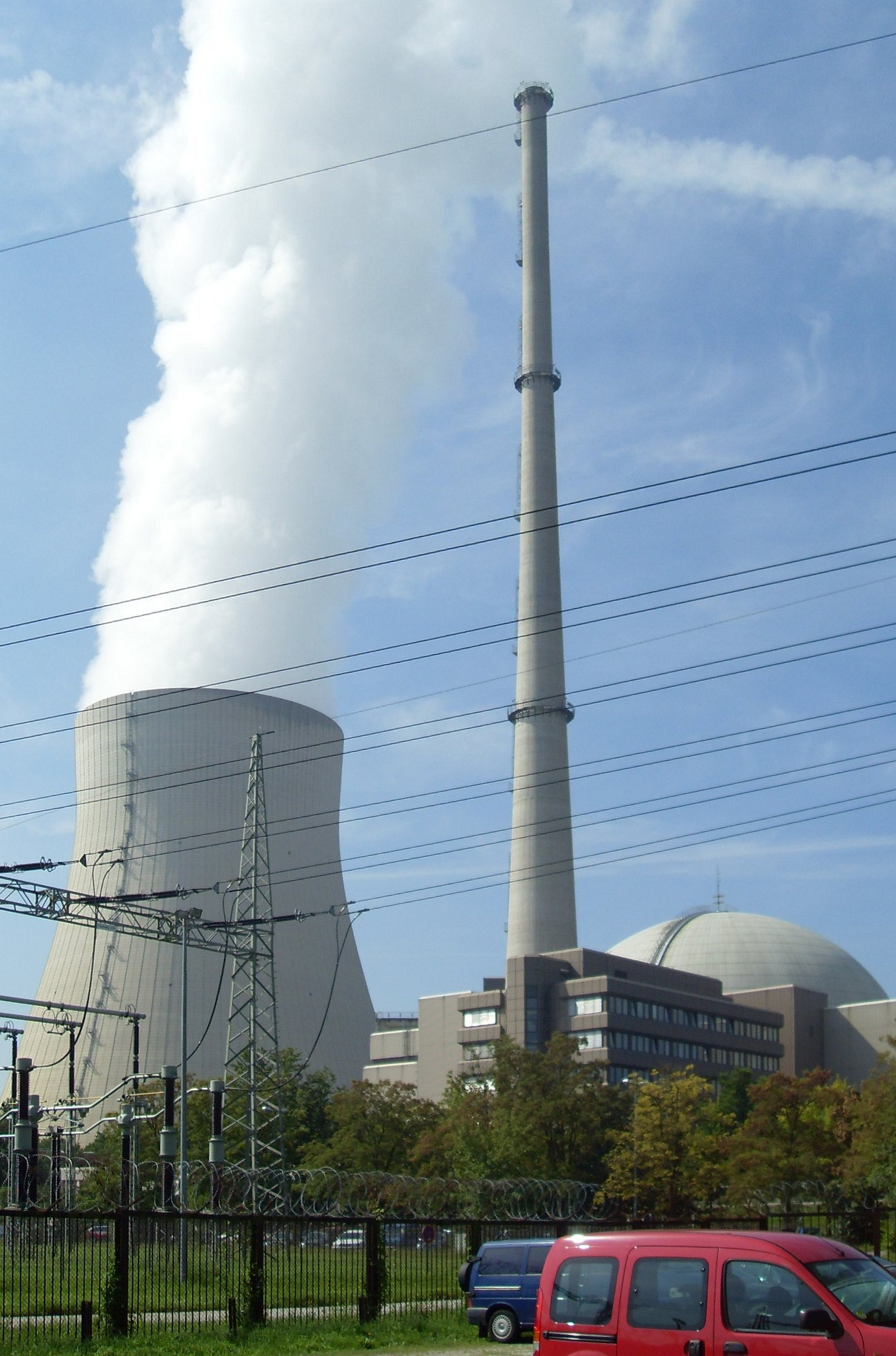
Второй блок
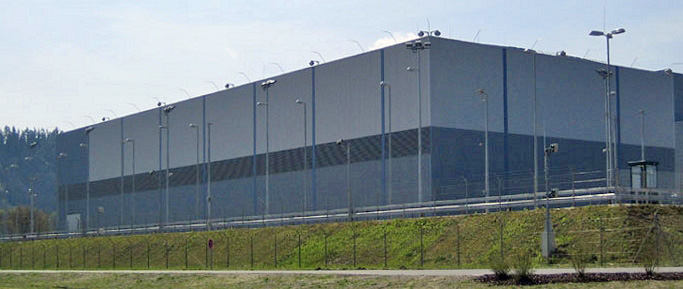
Местное хранилище ядерных отходов

В 2012 году была построена градирня высотой 165 м и диаметром основания — 153 м, охлаждающая 216 000 м3/час. В градирне впервые был применён автоматический байпас водослива. Эта градирня на момент ввода в эксплуатацию стала самой производительной в мире.
Власти ФРГ рассматривают возможность продления работы АЭС после конца 2022 года, в связи с кризисом в мировой энергетике. 15 апреля 2023 года, в рамках плана поэтапного отказа Германии от атомной энергетики, после трехмесячной задержки, была закрыта вместе с двумя другими последними работающими АЭС Германии: АЭС Неккарвестхайм и АЭС Эмсланд.

## Энергоблоки
АЭС имеет один работающий энергоблок:
| Энергоблок     | Тип реактора | Нетто- мощность | Брутто- мощность | Начало строительства | Синхронизация с электросетью | Коммерческая эксплуатация | Закрытие   |
| -------------- | ------------ | --------------- | ---------------- | -------------------- | ---------------------------- | ------------------------- | ---------- |
| Isar-1 (KKI 1) | BWR          | 878 MВт         | 912 MВт          | 01.05.1972           | 03.12.1977                   | 21.03.1979                | 2011       |
| Isar-2 (KKI 2) | PWR          | 1410 MВт        | 1485 MВт         | 15.09.1982           | 22.01.1988                   | 09.04.1988                | 15.04.2023 |